# فرودگاه شهری دریاچه الیوت
فرودگاه شهری دریاچه الیوت (به انگلیسی: Elliot Lake Municipal Airport) یک فرودگاه همگانی باربری با کد یاتا YEL است که یک باند فرود آسفالت دارد و طول باند آن ۱٬۳۷۰ متر است. این فرودگاه در کشور کانادا قرار دارد و در ارتفاع ۳۳۱ متری از سطح دریا واقع شده است.